# Помона (Канзас)
Помона (енгл. Pomona) град је у америчкој савезној држави Канзас.

## Демографија
По попису из 2010. године број становника је 832, што је 91 (-9,9%) становника мање него 2000. године.
| Група             | 2000.       | 2010.       |
| Белци             | 874 (94,7%) | 778 (93,5%) |
| Афроамериканци    | 0 (0,0%)    | 1 (0,1%)    |
| Азијати           | 0 (0,0%)    | 0 (0,0%)    |
| Хиспаноамериканци | 14 (1,5%)   | 24 (2,9%)   |
| Укупно            | 923         | 832         |